# Der Frühling braucht Zeit
Der Frühling braucht Zeit ist ein deutscher Spielfilm aus dem DEFA-Studio für Spielfilme von Günter Stahnke aus dem Jahr 1965.

## Handlung
Der parteilose Heinz Solter, Ingenieur eines Gasversorgungsbetriebes, wird in einer Einzelentscheidung durch seinen Direktor Erhard Faber fristlos entlassen. Als seine Tochter Inge nach Hause kommt und ihm gerade erklärt, dass sie von der Entlassung gehört hat, klingelt es an der Wohnungstür und er wird verhaftet, ihm wird grobe Fahrlässigkeit, wenn nicht gar Sabotage angelastet.
Solter ist ein von allen Seiten geachteter Mitarbeiter, seine Kompetenz ist unbestritten und auch gegenüber der Leitung des Betriebes hält er mit seiner Meinung nicht zurück. Er ist aber auch so gutgläubig, dem Drängen des Vertreters der übergeordneten Dienststelle, dem Genossen Schellhorn, nachzugeben, eine Gasrohrleitung mit der dazugehörigen Station entgegen den verbindlichen Standards freizugeben. Durch diese Entscheidung gelingt es dem Betrieb zum wiederholten Mal Quartalssieger im sozialistischen Wettbewerb zu werden und somit eine stattliche Prämie und die Wanderfahne zu bekommen.
Obwohl Solter vor den möglichen Gefahren der vorzeitigen Inbetriebnahme gewarnt hat, kommt es zu einer schweren Havarie durch die tiefen winterlichen Temperaturen im Bereich der Gasanlage. Nur durch seinen sofortigen Einsatz, mit Unterstützung des Meisters Rudi Wiesen, kann die Versorgung der Nordbezirke mit Gas aufrechterhalten werden. Mit einer Dampflokomotive der Deutschen Reichsbahn kann der erforderliche Dampf zur Erwärmung der Anlage geliefert werden. Trotzdem beläuft sich der Schaden auf etwa eine halbe Million Mark.
Der anfangs gegen ihn eingenommene Staatsanwalt Burger, schließlich hatte sich Solter 1942 im Zweiten Weltkrieg freiwillig zur Marine gemeldet, beschließt auf Grund einer schriftlichen Zeugenaussage des Technischen Direktors Dr. Kranz, den Fall im Betrieb erneut zu überprüfen. Es stellt sich heraus, dass die technische Abnahme auf Anweisung der Betriebsleitung vorgenommen wurde, denn für Direktor Faber stehen Planerfüllung, Erfolg und seine eigene Karriere an vorderster Stelle. Die Untersuchung des Falles führt zu heftigen Auseinandersetzungen im Betrieb, in deren Verlauf sich immer mehr Mitarbeiter auf die Seite Solters stellen. Es kommt zur Rücknahme der Anklage.

## Produktion
Der Frühling braucht Zeit wurde von der Künstlerischen Arbeitsgruppe „Babelsberg“ unter dem Arbeitstitel Energie als Schwarzweißfilm gedreht und hatte seine Uraufführung am 25. November 1965 im Berliner Kino Colosseum. Mehrere Quellen geben für die ursprüngliche Fassung eine Länge von 96 Minuten an, der Zeitpunkt der Kürzung ist nicht festzustellen. Die erneute Premiere nach dem Verbot auf dem 11. Plenum des ZK der SED im Dezember 1965 erfolgte am 18. Januar 1990 im Berliner Kino International. Am 11. Juli 1990 wurde er im 1. Programm des Deutschen Fernsehfunks gezeigt. Eine frühere Fernsehausstrahlung ist in der Tagespresse nicht nachzuweisen.
Die Dramaturgie lag in den Händen von Hans-Joachim Wallstein und Bruno Pioch. Die Musik wurde von der Beatband Sputniks eingespielt.

## Kritik
In der Neuen Zeit stand, dass der Sozialismus aus den Menschen keine Engel macht, schmutzige Intrigen kommen auch in volkseigenen Betrieben vor, und aufrechte Charaktere haben’s immer noch nicht einfach, wenn solche Intrigen sich gegen sie richten. Der Film verabreicht kein Patentrezept und die Zuschauer gehen mit offenen Fragen nach Hause. Dass Günter Stahnke kahl-kalte Hintergründe bevorzugt, um die Aufmerksamkeit ganz auf den Dialog und den schauspielerischen Ausdruck zu konzentrieren, wird leicht zur Manier. Die Regie überzeugt nicht in allen Szenen und auch dramaturgisch ist nicht alles gelungen.
Im Neuen Deutschland findet Horst Knietzsch, dass Günther Stahnke bemüht ist, seiner Arbeit ein individuelles Profil zu geben, es zeigen sich aber einige Disharmonien in der künstlerischen Umsetzung des Stoffes. Sein Mühen um einen interessanten, optischen Ausdruck ist anregend und produktiv, in diesem Film aber im Ergebnis ein Missverständnis. Für einen Regisseur muss es bitter sein, wenn ihm der Weg zum Publikum durch Künsteleien und Gespreiztheiten nicht gelingen will.
Im Lexikon des internationalen Films steht, dass der thematisch sehr interessante Film, mit Kameraeinstellungen, die die Entfremdung des Individuums betonen, künstlerisch nur bedingt das Niveau anderer Verbotsfilme erreicht.